# Марк Юлий Гесий Марциан
Марк Юлий Гесий Марциан (на латински: Marcus Julius Gessius Marcianus) e сириец от 2 и 3 век, баща на римския император Александър Север.

## Биография
Произлиза от Арка Цезария в Сирия (днес Арка, Ливан) и става конник, прокуратор и провинциален магистрат.
Жени се за Юлия Авита Мамея (180 – 235) от Емеса (днес Хомс) в Сирия. Преди това тя е била женена за консул с неизвестно име, който умира. Тя е втората дъщеря на римско-сирийския благородник Юлий Авит и Юлия Меса, дъщеря на сирийския жрец Юлий Басиан. Нейната леля по майчина линия е императрица Юлия Домна, съпругата на император Септимий Север. По майчина линия тя е братовчедка на императорите Каракала и Публий Септимий Гета. Тя е сестра на императрица Юлия Соемия, която е съпруга на Секст Варий Марцел и майка на император Елагабал.
Гесий Марциан и Юлия Мамея имат две деца: дъщеря Теодора и син Марк Юлий Гесий Алексиан (208 – 235), който е римски император от 222 до 235 г. и като Цезар се нарича Марк Аврелий Север Александър, Александър Север.
Гесий Марциан умира преди издигането на сина му за император.